# Altenstadt an der Waldnaab
Altenstadt an der Waldnaab är en kommun och ort i Landkreis Neustadt an der Waldnaab i Regierungsbezirk Oberpfalz i förbundslandet Bayern i Tyskland.